# プレイヤーズ・リーグ
プレイヤーズ・リーグ（Players' League）は、1890年の1年間だけアメリカ合衆国で運営されていた、メジャーリーグベースボールの野球リーグ。

## 歴史
1879年にナショナルリーグのオーナーによって合意された『保留条項』により、当時の野球選手の年俸は低く抑えられていたことへの対抗策として、選手達は1885年にプロ野球選手組合（the Brotherhood of Professional Base-Ball Players）を結成していた。組合を主導していたモンテ・ウォードは、1889年のシーズン終了後に組合員たちと会合を開き、選手組合主導の野球リーグとして「プレイヤーズ・リーグ」を創設することを決定、ナショナルリーグやアメリカン・アソシエーションの選手達の勧誘を行い、各球団の主力選手達の殆どを引き抜くことに成功した。リーグに参加した選手達の動きは、大まかには以下のようなものになる。
- ボストン・ビーンイーターズ (NL) → ボストン・レッズ
- インディアナポリス・フージャーズ (NL) → ブルックリン・ワンダーズ
- ニューヨーク・ジャイアンツ（NL） → ニューヨーク・ジャイアンツ
- シカゴ・ホワイトストッキングス (NL)、セントルイス・ブラウンズ (AA) → シカゴ・パイレーツ
- フィラデルフィア・アスレチックス (AA) → フィラデルフィア・クエーカーズ
- ピッツバーグ・アレゲニーズ (NL) → ピッツバーグ・バーガーズ
- クリーブランド・スパイダーズ (NL) → クリーブランド・インファンツ
- ワシントン・ナショナルズ (NL) → バッファロー・バイソンズ

プレイヤーズ・リーグはオーナー制を設けず、各チームからの代表による委員会制で運用され、ナショナルリーグのような移籍の締め付けなどは行わなかったそうである。1890年にリーグは活動し各球団は多くの観客を集めたが、球界全体に与えた影響も大きかった。特にナショナルリーグより入場料が安く運営基盤も弱かったアメリカン・アソシエーションでは、主要なチームだったセントルイスやブルックリンがナショナルリーグへ移行し、参加球団が大きく入れ替わるなど、翌1891年のリーグ破綻へつながる出来事の1つとなっている。その後次第にナショナルリーグの球団がより高い給料を提示して逆に選手を引き抜くようになり、プレイヤーズ・リーグの運営は1年で破綻する。参加していたチームのうち、ボストンとフィラデルフィアは1891年にアメリカン・アソシエーションに参加したが、同年のリーグ解散の際チームも解体されている。

## 諸記録

### 参加チーム・リーグ戦績・順位
※順位は勝率による。
| 順位 | チーム名                       | 試合 | 勝利 | 敗戦 | 勝率 | ゲーム差 |
| ---- | ------------------------------ | ---- | ---- | ---- | ---- | -------- |
| 1    | ボストン・レッズ               | 130  | 81   | 48   | .628 | -        |
| 2    | ブルックリン・ワンダーズ       | 133  | 76   | 56   | .576 | 6.5      |
| 3    | ニューヨーク・ジャイアンツ     | 132  | 74   | 57   | .565 | 8.0      |
| 4    | シカゴ・パイレーツ             | 138  | 75   | 62   | .547 | 10.0     |
| 5    | フィラデルフィア・クエーカーズ | 132  | 68   | 63   | .519 | 14.0     |
| 6    | ピッツバーグ・バーガーズ       | 128  | 60   | 68   | .469 | 20.5     |
| 7    | クリーブランド・インファンツ   | 131  | 55   | 75   | .423 | 26.5     |
| 8    | バッファロー・バイソンズ       | 134  | 36   | 96   | .273 | 46.5     |

### シーズン記録
※一部統計は試合記録などから後年計算されたもの
投手記録
- 最多勝利数：33（マーク・ボールドウィン）
- 最優秀防御率：2.69（シルバー・キング）
- 最多奪三振：206（マーク・ボールドウィン）

打撃記録
- 首位打者：.373（ピート・ブラウニング）
- 最多安打：191（ヒュー・ダフィー）
- 最多得点：161（ヒュー・ダフィー）
- 最多打点：146（ハーディ・リチャードソン）
- 最多本塁打：14（ロジャー・コナー）
- 最多盗塁：97（ハリー・ストーヴィー）